# Маріано Андухар
Маріано Андухар (ісп. Mariano Andújar; нар. 30 липня 1983, Буенос-Айрес) — аргентинський футболіст, воротар клубу «Естудьянтес».
Виступав, зокрема, за «Естудьянтес», у складі якого став Чемпіоном Аргентини та володарем Кубка Лібертадорес, а також національну збірну Аргентини.

## Клубна кар'єра
Народився 30 липня 1983 року в місті Буенос-Айрес. Вихованець футбольної школи клубу «Уракан». Дорослу футбольну кар'єру розпочав 2001 року в основній команді того ж клубу, в якій провів чотири сезони, взявши участь у 60 матчах чемпіонату, та залишився в команді навіть після вильоту в нижчий дивізіон два роки по тому.
У сезоні 2005-06 виступав за італійський «Палермо» в умовах жорстокої конкуренції з боку місцевих воротарів (за сезон крім Андухара в клубі виступали ще 4 голкіпери). Всього Маріано провів 11 матчів у італійській Серії A, 7 — в Кубку УЄФА і 3 — в Кубку Італії.
2006 року Андухар приєднався до команди Дієго Сімеоне — «Естудьянтесу», і став одним з ключових гравців у команді, яка виграла золото Апертури 2006 року. Андухар провів 16 з 19 матчів у турнірі та пропустив у них лише 9 голів. Він також брав участь у «Золотому матчі» проти «Боки Хуніорс», що закінчився перемогою «Естудіантеса» 2:1 і клуб уперше за 23 роки став чемпіоном Аргентини.
2008 року «Естудіантес» дійшов до фіналу Південноамериканського Кубка — це був перший міжнародний фінал для клубу з 1971 року. Клуб з Ла-Плати поступився бразильському «Інтернасьйоналу».
2009 року Андухар став одним з героїв переможної кампанії «Естудьянтеса» в головному південноамериканському турнірі — Кубку Лібертадорес. Маріано встановив рекорд турніру, не пропустивши голів у свої ворота протягом 800 хвилин. Попередній рекорд належав Уго Гатті (767 хвилин). Перемога над «Крузейру» принесла четвертий Кубок Лібертадорес «Естудіантесу», причому перші три були завойовані клубом у 1968—1970 роках, відповідно, це був перший міжнародний трофей для клубу за 39 років.
24 червня 2009 року було оголошено про перехід після закінчення Кубка Лібертадорес Маріано Андухар в італійську «Катанію». Контракт розрахований на 4 роки.
Протягом 2012 року недовго захищав кольори «Естудьянтес», після чого повернувся в «Катанью». Встиг відіграти за сицилійський клуб 134 матчі в національному чемпіонаті.
2014 року перейшов до «Наполі», де здебільшого був резервним голкіпером.
2015 року повернувся на батьківщину, знову приєднавшись до «Естудьянтес».

## Виступи за збірну
Влітку 2009 року головний тренер збірної Аргентини Дієго Марадона нарешті дозволив дебютувати Маріано за головну команду країни, куди Андухар залучався як резервний гравець ще з 2007 року. Дебютна гра відбулася 6 червня проти збірної Колумбії. Андухар відіграв «на нуль» та Аргентина здобула домашню перемогу 1:0. Грав також Андухар і в товариському матчі аргентинців проти Росії у серпні 2009 року, який Аргентина виграла з рахунком 3:2.
У складі збірної був учасником чемпіонату світу 2010 року у ПАР та розіграшу Кубка Америки 2011 року в Аргентині, проте на обох турнірах на поле так і не вийшов.
Наразі провів у формі головної команди країни 11 матчів, пропустивши 11 голів.

## Титули і досягнення
- Чемпіон Аргентини (1):

«Естудьянтес»: Апертура 2006
- Володар Кубка Лібертадорес (1):

«Естудьянтес»: 2009
- Володар Суперкубка Італії (1):

«Наполі»: 2014
- Володар Кубка Аргентини (1):

«Естудьянтес»: 2023
Збірні
- Віце-чемпіон світу: 2014
- Срібний призер Кубка Америки: 2015, 2016